# Barylestis insularis
Barylestis insularis là một loài nhện trong họ Sparassidae.
Loài này thuộc chi Barylestis. Barylestis insularis được Eugène Simon miêu tả năm 1910.